# Atergopedia longicaudata
Atergopedia longicaudata is een eenoogkreeftjessoort uit de familie van de Novocriniidae. De wetenschappelijke naam van de soort is voor het eerst geldig gepubliceerd in 2009 door Gheerardyn, Martínez Arbizu & Vanreusel.